# Écorçage

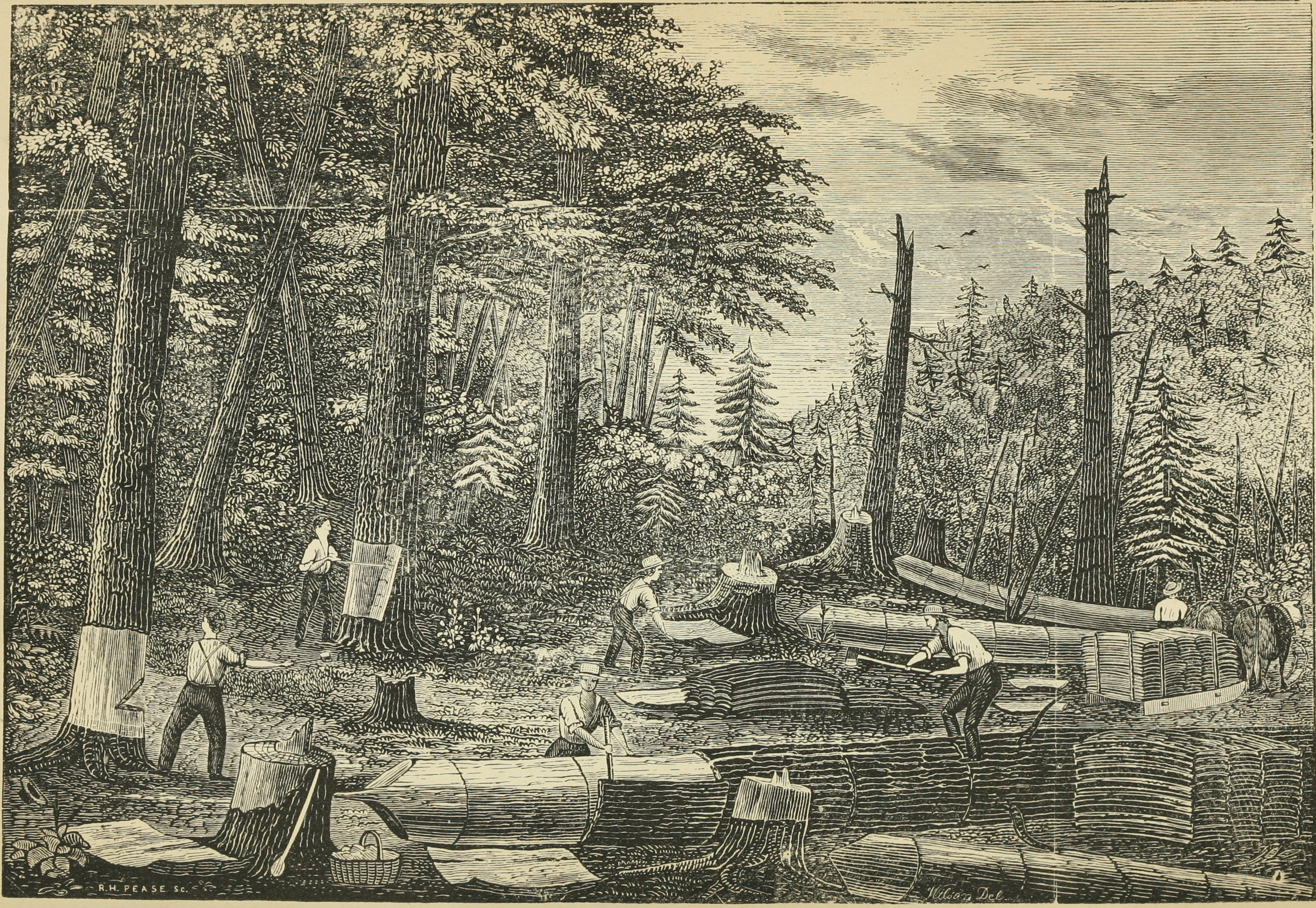
Gravure représentant la coupe et l’écorçage d'arbres (pruches dont l'écorce est particulièrement riche en tanins) pour en utiliser le tan, à la tannerie de Prattsville, dans les années 1840.

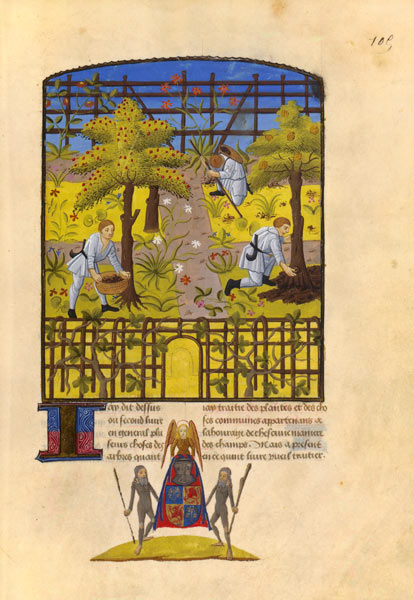
Une page enluminée du livre V Rustican de Pietro de' Crescenzi (traité d'économie rurale du troisième quart du XVe siècle) illustre une opération d'écorçage.

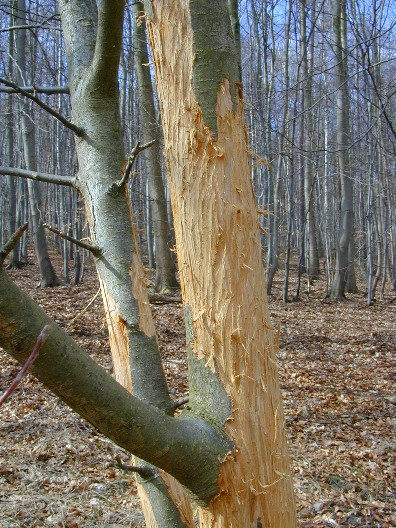
Écorce d'un saule fortement écorcée par un cerf.

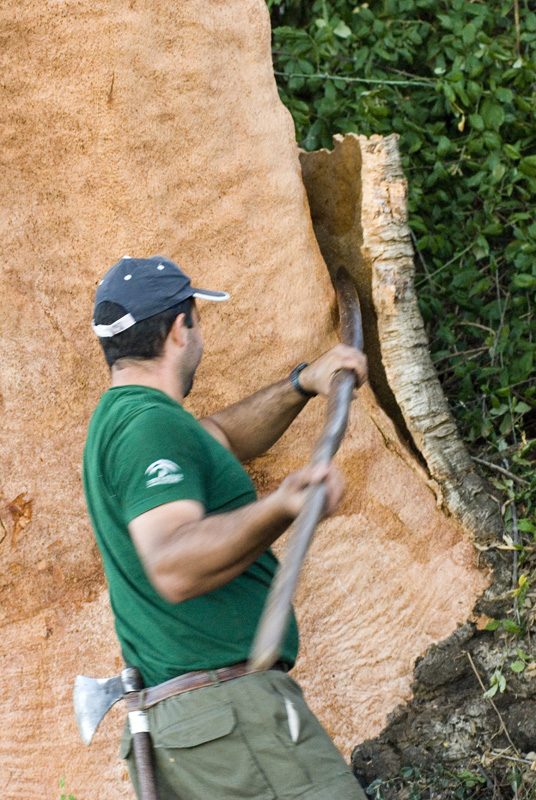
Écorçage près d'Aracena (Huelva, Espagne)

L'écorçage est l'action d'enlever l'écorce d'un arbre. C'est une étape préliminaire au sciage, qui peut être obtenue grâce à un outil spécifique, l'écorçoir. C'est également, pour des cervidés (cerf, daim) et ovidés (mouflon), le processus de prélèvement de l'écorce avec les dents afin de la consommer intégralement (écorçage d'hiver ou hors sève, écorçage d'été ou en sève, à vocation alimentaire ou sanitaire),.
Lorsqu'il se pratique sur un arbre debout comme dans l'annélation, il entraine généralement la mort de l'arbre; il peut par ailleurs être pratiqué par les animaux pour leur consommation, on parle d'abroutissement. A contrario, sur les variétés produisant le liège, l'écorce peut être prélevée plusieurs fois dans la vie d'un arbre (démasclage du liège dit mâle sur le chêne-liège). 
L'écorçage était une étape nécessaire dans la fabrication du tan, il se pratiquait alors pendant la période végétative de l'arbre, au printemps. À cette période l'écorce s'enlève plus facilement parce qu'elle n'est pas lignifiée. Elle contiendrait en outre plus de tanin. L'arbre écorcé pour le besoin du tan est appelé « pelard ».
L'écorçage est une mesure prophylactique dans certains cas. L’écorçage des grumes infestées par des insectes ravageurs (comme le scolyte, le dendroctone méridional du pin, etc.) peut contribuer à prévenir leur dissémination ; cette technique qui se faisait à la main se fait désormais avec des écorceuses mécaniques mobiles à grande capacité. Quand elle n'est pas contaminée, l'écorce intacte protège encore efficacement la grume contre les piqûres d'insectes et échauffures de champignons, souvent plusieurs semaines ; le débardage souvent détruit une partie de l'écorce ; la protection de la grume est alors quelquefois assurée par un traitement chimique, accompagné éventuellement d'un écorçage. 
La plupart du temps l'écorce est laissée parce qu'elle protège encore la grume des chocs accidentels; en stockage humide l'écorce empêche également l'humidité de s’évacuer de la grume et elle est donc maintenue. Pour le stockage grumes à l'air libre, dans le but d'obtenir un séchage rapide, l'écorce est enlevée.
Autrefois l'écorçage était éventuellement une étape préliminaire à l'abattage d'un arbre. Recommandé par un Robert Plot en Angleterre aux alentours de 1717 :

« It is found by long Experience, that the Trunk and Body of the Trees, when barked in the Spring, and left standing, naked, all the Summer exposed to the Sun and Wind, are so dried and hardened, that the Sappy Part in a Manner becomes as firm and durable as the Heart itself. »

En 1738, il est recommandé en France, par Buffon.

## Écorçage en mai pour les tanneurs
En 1604, une loi du Parlement britannique est adoptée qui interdit pour les tanneurs, l'utilisation des chênes coupé en hiver pour les besoins de la Royal Navy, loi qui est abrogée en 1808. Depuis ce temps, il est de coutume dans ce pays d'abattre les chênes ou du moins d'effectuer l'opération d'écorçage au mois de mai, car à cette saison l'écorce est plus facilement séparée de l'arbre. L'abattage hivernal hors sève, était pour le bois de construction par ailleurs la norme. L'abattage en mai, pratiqué par les tanneurs avait la réputation de le rendre impropre à un usage comme bois de marine.

Il semble qu'au début du XIXe siècle, à la suite d'une augmentation sans précédent du prix de l'écorce, et surtout à la suite de l'abrogation de la loi, la concurrence entre tanneurs et chantiers de marine va devenir insupportable. Cette situation paradoxale montre la rareté et la valeur extrêmes du bois, et de l'écorce, déprimant de la même manière constructeurs de navires et tanneurs. L'écorce de chêne fournie aux tanneurs (pour le tan) impose d'exploiter les arbres au printemps, lorsque l'écorce ne s'est pas encore lignifiée, alors que les constructeurs navals voudraient couper en hiver. John Burridge auteur d'un traité sur la pourriture sèche (Naval dry rot) en 1824 associe la prolifération de pourriture sèche à la nouvelle pratique qui consiste à de plus en plus couper les arbres au moment de l'écorçage, et il propose une alternative à cette pratique. Les propriétaires fonciers, dit-il, sont parfaitement libres de couper du chêne en hiver selon la pratique ancienne ; c'est cependant un fait des plus extraordinaires (« que j'ai découvert depuis mon traité sur la pourriture sèche ») que l'acte de Jacques 1er Stuart en 1604, exigeant la construction de la marine royale avec du chêne abattu en hiver, a été en fait abrogé en 1808 au milieu du règne de la pourriture sèche navale, :

« This is the strangest paradox in the world to me because the British senate might have learned from the memorable Act of James as well as from fatal experience that the royal and commercial navies were formerly built with timber hewn in winter Facts which nevertheless were totally and fatally disregarded against this evidence at a most important crisis in the face of the whole kingdom »

Selon le Quarterly Review, début XIXe siècle la quantité de bois coupé en hiver fournie aux chantiers de construction ne formerait que 5 %  de l'approvisionnement total en bois.